# Okular
Okular és un visualitzador universal de documents desenvolupat per la comunitat KDE, permet llegir documents PDF, còmics i llibres EPub, visualitzar imatges, visualitzar documents Markdown i més. Permet fer anotacions de diferents classes sobre documents PDF i és compatible amb el reconeixement de documents signats digitalment, així com permet la inserció de signatures amb certificats digitals. Està basat en les llibreries de Qt i KDE Frameworks i es distribueix com a part del paquet d'aplicacions de KDE. Està disponible en les botigues de programari de la majoria de les distribucions GNU/Linux i del sistema operatiu Windows, també està disponible com a paquet Flatpak i, com a programari lliure que és, també està disponible el seu codi font. Les seues funcionalitats es poden implementar fàcilment en altres programes gràcies a la integració que proporciona la plataforma KDE / Qt.

## Història
Originalment, va ser creat basant-se en el KPDF (al qual substitueix), KGhostView, KFax, KFaxview i el KDVI del sistema operatiu KDE 4.
L'Okular fou començat al Google Summer of Code de 2005 per Piotr Szymański. L'any 2007, Okular es va catalogar com un cas d'èxit al Seasson of Usability, on es va crear la maqueta de la barra d'eines Okular a partir d'una anàlisi d'altres visualitzadors de documents populars i una enquesta d'ús.
El desembre de 2016 quan el programa va ser reprogramat amb Qt 5 el número de la versió va saltar de 0.26 to 1.0.
Des de setembre de 2019 Okular està disponible a Windows Store.
El desembre de 2020, l'esquema de versions del programari es va canviar al sistema de versionat de programari CalVer.
El febrer de 2022, Okular va rebre el premi de l'etiqueta ambiental Blue Angel pel govern alemany pel disseny de programari sostenible.

## Funcions
Les funcions bàsiques de l'Okular són la visualització dels continguts de múltiples formats de documents digitals, com ara PDF, ePub i altres. A l'àrea de visualització general es poden afegir visualitzacions en barres laterals de miniatures de les pàgines, índexs de continguts no altres elements. El visualitzador, les barres laterals i les barres d'eines permeten navegar per les diferents parts dels documents, seleccionar text o àrees amb text i imatges per realitzar diferents accions com ara copiar en el porta-retalls, llegir el text amb un sintetitzador de veu, cercar el text dins del mateix document o en aplicacions externes, guardar les imatges en un fitxer, etcètera. Okular permet també fer anotacions, com per exemple, comentaris de diverses classes, destacaments de text de distints tipus i dibuixos de diferents formes. Okular conté altres funcions avançades com el suport per a signatura digital, la visualització en format de presentació o la visualització retallant els marges.
És capaç d'obrir els següents formats d'arxiu:
- Portable Document Format (PDF)
- PostScript
- Tagged Image File Format (TIFF)
- Microsoft Compiled HTML Help (CHM)
- DjVu
- Device independent file format (DVI)
- XML Paper Specification (XPS)
- Formats OpenDocument (ODF)
- FictionBook
- ComicBook
- Plucker
- EPUB
- Mobipocket
- Diversos formats d'imatge.